# Zapasy na Letnich Igrzyskach Olimpijskich 1996 – kategoria do 82 kg w stylu klasycznym
Zmagania mężczyzn do 82 kg to jedna z dziesięciu męskich konkurencji w zapasach w stylu klasycznym rozgrywanych podczas Letnich Igrzysk Olimpijskich 1996. Pojedynki w tej kategorii wagowej odbyły się w dniach 20 – 21 lipca.

## Klasyfikacja[1]
| Pozycja | Nazwisko              | Kraj              |
| ------- | --------------------- | ----------------- |
| 1       | Hamza Yerlikaya       | Turcja            |
| 2       | Thomas Zander         | Niemcy            |
| 3       | Waleryj Cyleńć        | Białoruś          |
| 4       | Däulet Turłychanow    | Kazachstan        |
| 5       | Gocza Ciciaszwili     | Izrael            |
| 6       | Martin Lidberg        | Szwecja           |
| 7       | Lewon Geghamian       | Armenia           |
| 8       | Raatbek Sanatbajew    | Kirgistan         |
| 9       | Aleksandar Jovančević | Jugosławia        |
| 10      | Siergiej Cwir         | Rosja             |
| 11      | Tuomo Karila          | Finlandia         |
| 12      | Dan Henderson         | Stany Zjednoczone |
| 13      | Pavel Frinta          | Czechy            |
| 14      | Park Myeong-seok      | Korea Południowa  |
| 15      | Anton Arghira         | Rumunia           |
| 16      | Elias Marcano         | Wenezuela         |
| 17      | Jean-Pierre Wafflard  | Belgia            |
| .       | Péter Farkas          | Węgry             |
| .       | Félix Isisola         | Peru              |

## Zasady[2]
- TO — Łopatki
- PP — Na punkty (Pokonany zdobył punkty)
- PO — Na punkty (Pokonany bez punktów)
- PA — Kontuzja
- ST — Przewaga (10 punktów różnicy, pokonany bez punktów)
- SP — Przewaga (10 punktów różnicy, pokonany zdobył punkty)
- EV — Dyskwalifikacja (Złamanie zasad, wykluczenie z turnieju)

## Wyniki

### Runda 1
|                    | Wynik |                       | Punkty |
| 1/16               | 1/16  | 1/16                  | 1/16   |
| ------------------ | ----- | --------------------- | ------ |
| Däulet Turłychanow | 10–0  | Elias Marcano         | 4–0 TO |
| Raatbek Sanatbajew | 3–0   | Aleksandar Jovančević | 3–0 PO |
| Waleryj Cyleńć     | 10–0  | Jean-Pierre Wafflard  | 4–0 ST |
| Dan Henderson      | 3–1   | Pavel Frinta          | 3–1 PP |
| Martin Lidberg     | 2–0   | Lewon Geghamian       | 3–0 PO |
| Siergiej Cwir      | 3–0   | Péter Farkas          | 3–0 PO |
| Félix Isisola      | 0–10  | Thomas Zander         | 0–4 ST |
| Tuomo Karila       | 0–2   | Gocza Ciciaszwili     | 0–3 PO |
| Park Myeong-seok   | 5–3   | Anton Arghira         | 3–1 PP |
| Hamza Yerlikaya    |       | Bez walki             |        |

### Runda 2
|                      | Wynik  |                       | Punkty |
| 1/8                  | 1/8    | 1/8                   | 1/8    |
| -------------------- | ------ | --------------------- | ------ |
| Hamza Yerlikaya      | 7–0    | Däulet Turłychanow    | 3–0 PO |
| Raatbek Sanatbajew   | 1–7    | Waleryj Cyleńć        | 1–3 PP |
| Dan Henderson        | 1–3    | Martin Lidberg        | 1–3 PP |
| Siergiej Cwir        | 0-4 DQ | Thomas Zander         | 0–4 EV |
| Gocza Ciciaszwili    | 4–1    | Park Myeong-seok      | 3–1 PP |
| Repasaże             |        |                       |        |
| Elias Marcano        | 1–11   | Aleksandar Jovančević | 1–4 SP |
| Jean-Pierre Wafflard | 0–2    | Pavel Frinta          | 0–3 PO |
| Lewon Geghamian      | 4–0    | Péter Farkas          | 3–0 PO |
| Félix Isisola        | 0–11   | Tuomo Karila          | 0–4 ST |
| Anton Arghira        |        | Bez walki             |        |

### Runda 3
|                    | Wynik |                       | Punkty |
| 1/4                | 1/4   | 1/4                   | 1/4    |
| ------------------ | ----- | --------------------- | ------ |
| Hamza Yerlikaya    | 5–0   | Waleryj Cyleńć        | 3–0 PO |
| Martin Lidberg     |       | Bez walki             |        |
| Thomas Zander      |       | Bez walki             |        |
| Gocza Ciciaszwili  |       | Bez walki             |        |
| Repasaże           |       |                       |        |
| Anton Arghira      | 0–5   | Aleksandar Jovančević | 0–3 PO |
| Pavel Frinta       | 2–3   | Lewon Geghamian       | 1–3 PP |
| Tuomo Karila       | 3–7   | Däulet Turłychanow    | 1–3 PP |
| Raatbek Sanatbajew | 3–2   | Dan Henderson         | 3–1 PP |
| Siergiej Cwir      | 11–0  | Park Myeong-seok      | 4–0 ST |

### Runda 4
|                       | Wynik    |                    | Punkty   |
| Półfinał              | Półfinał | Półfinał           | Półfinał |
| --------------------- | -------- | ------------------ | -------- |
| Hamza Yerlikaya       | 1–0      | Martin Lidberg     | 3–0 PO   |
| Thomas Zander         | 3–1      | Gocza Ciciaszwili  | 3–1 PP   |
| Repasaże              |          |                    |          |
| Aleksandar Jovančević | 0–2      | Lewon Geghamian    | 0–3 PO   |
| Däulet Turłychanow    | 4–3      | Raatbek Sanatbajew | 3–1 PP   |
| Siergiej Cwir         | 0–10     | Waleryj Cyleńć     | 0–4 PA   |

### Runda 5
|                 | Wynik    |                    | Punkty   |
| Repasaże        | Repasaże | Repasaże           | Repasaże |
| --------------- | -------- | ------------------ | -------- |
| Lewon Geghamian | 1–3      | Däulet Turłychanow | 1–3 PP   |
| Waleryj Cyleńć  |          | Bez walki          |          |

### Runda 6
|                    | Wynik    |                   | Punkty   |
| Repasaże           | Repasaże | Repasaże          | Repasaże |
| ------------------ | -------- | ----------------- | -------- |
| Martin Lidberg     | 1–4      | Waleryj Cyleńć    | 1–3 PP   |
| Däulet Turłychanow | 4–0      | Gocza Ciciaszwili | 3–0 PO   |

### Finały[12]
|                  | Wynik            |                    | Punkty           |
| O siódme miejsce | O siódme miejsce | O siódme miejsce   | O siódme miejsce |
| ---------------- | ---------------- | ------------------ | ---------------- |
| Lewon Geghamian  | WO               | Raatbek Sanatbajew | 4–0 PA           |
| O piąte miejsce  |                  |                    |                  |
| Martin Lidberg   | WO               | Gocza Ciciaszwili  | 0–4 PA           |
| O brązowy medal  |                  |                    |                  |
| Waleryj Cyleńć   | 4–0              | Däulet Turłychanow | 3–0 PO           |
| Finał            |                  |                    |                  |
| Hamza Yerlikaya  | 3–0              | Thomas Zander      | 3–0 PO           |